# Le Beau Joueur
Ne doit pas être confondu avec Beau Joueur.
Pour plus de détails, voir Fiche technique et Distribution.
Le Beau Joueur (Smart Money) est un film américain réalisé par Alfred E. Green, sorti en 1931.

## Synopsis
Nick Venizelos, un barbier qui aime le jeu, l'alcool et les femmes, va se faire arnaquer de 10 000 $. Avec l'aide de son ami Jack, il va trouver un moyen de prendre sa revanche. Devenu riche, il ouvre un salon de jeu.

## Fiche technique
- Titre : Le Beau Joueur
- Titre original : Smart Money
- Réalisation : Alfred E. Green
- Scénario : Kubec Glasmon, John Bright, Lucien Hubbard, Joseph Jackson, d'après une histoire originale de Jackson et Hubbard
- Direction artistique : Robert M. Haas
- Costumes : Earl Luick, Edward Stevenson
- Photographie : Robert Kurrle
- Montage : Jack Killifer
- Musique : David Mendoza
- Production : Alfred E. Green
- Société de production : Warner Bros.
- Société de distribution : Warner Bros.
- Pays d'origine :  États-Unis
- Langue originale : anglais
- Format : noir et blanc — 35 mm — 1,37:1 — son Mono
- Genre : comédie dramatique
- Durée : 81 minutes
- Dates de sortie : 
  - États-Unis : 11 juillet 1931
  - France : 5 février 1932

## Distribution
- Edward G. Robinson : Nick Venizelos
- James Cagney : Jack
- Evalyn Knapp : Irene Graham
- Ralf Harolde : « Sleepy » Sam
- Noel Francis : Marie
- Margaret Livingston : l'assistante du procureur de district
- Maurice Black : le barbier grec
- Billy House : le vendeur
- Paul Porcasi : Alexander Amenoppopolus
- Gladys Lloyd : la vendeuse de cigares
- Polly Walters : Lola

Acteurs non crédités
- John George : le nain dans le train
- Edward Hearn : un journaliste
- John Larkin : Snake Eyes
- George Reed : George, un porteur

## Distinction
- Oscars 1931 : nomination à l'Oscar de la meilleure histoire originale pour Lucien Hubbard et Joseph Jackson